# Trichocera pictipennis
Trichocera pictipennis är en tvåvingeart som beskrevs av Alexander 1930. Trichocera pictipennis ingår i släktet Trichocera och familjen vintermyggor. Inga underarter finns listade i Catalogue of Life.